# Анте Роје
Анте Роје (Сплит, 7. фебруар 1914 — Загреб, 24. октобар 1982) био је учесник Народноослободилачке борбе, друштвено-политички радник СР Хрватске и народни херој Југославије.

## Биографија
Рођен је 1914. године у Сплиту, у сиромашној породици. Завршио је занат електричара и запослио се у сплитском бродоградилишту. Био је активан у радничким друштвима и организацијама. Године 1933. постао је члан УРС-ових синдиката. Чланови синдиката убрзо су га изабрали за повереника подружнице металаца УРС-ових синдиката. Почетком 1937. године, јавио се за добровољца у Интернационалним бригадама, али је цела група од 180 добровољаца била ухапшена. Полиција га је тукла и присиљавала да ода организаторе, али им ништа није признао, па је после месец дана пуштен. Године 1939. био је примљен за члана Комунистичке партије Југославије.
Био је активан у спровођењу одлука новог Централног комитета КПЈ, на челу с Јосипом Брозом, у раду на организационом и идејном сређивању и јачању партијске организације у Сплиту. Био је један од истакнутијих чланова новог Покрајинског комитета КПХ за Далмацију у борби против фракционаштва и опортунизма и организатора демонстрација поводом годишњице напада нацистичке Немачке на Пољску и генералног штрајка радника, тежака и омладине, због убиства радника Вицка Буљановића и затварања Радничког дома у првој половини септембра 1940. године. Због тога је био ухапшен и затворен у Лепоглаву, где је наставио партијски рад и похађао марксистичку школу. После повратка с робије, Месни комитет КПХ за Сплит му је поверио дужност партијског секретара рејона Мануш.

### Народноослободилачка борба
После капитулације Југославије 1941, Анте се, по директиви ПК КПХ за Далмацију, повукао у илегалност. Маја 1941. године постао је члан борбеног одреда за извођење акција, а крајем јула 1941. руководио је ударним групама. Одлуком ПК КПХ за Далмацију од 9. августа 1941, био је постављен и за командира Каштеланско-трогирског партизанског одреда. Прва успела акција овог одреда било је рушење воза на прузи Сплит-Перковић, код Каштела.
Пошто план ПК КПХ за Далмацију о пребацивању проморских партизанских одреда на Динару није могао да се оствари, ПК КПХ је дао Роји задатак да организује ударне групе и изводи оружане акције у окупираном Сплиту, што је с успехом остварио. Међу осталим, са секретаром ЦК КПХ Радом Кончаром, Роје је сачинио план и непосредно руководио успешим оружаним нападом на италијанику музичку групу и почасни одред дивизије „Качатори деле Алпи“ увече 9. новембра 1941. године.
После низа борбених акција, када са више није могао одржати у граду, ПК КПХ га је упутио у Мосорски партизански одред за командира чете, а средином марта 1942. био је постављен за командира Трогирско-рогозничке чете. Крајем јуна 1942. био је постављен за политичког комесара Средњодалматинског партизанског одреда. Истакао се у организовању одбране слободне територије на Динари и разбијању офанзиве италијанских снага, усташа и четника у јулу 1942. године.
Средином новембра 1942. био је постављен за заменика политичког комесара Треће далматинске ударне бригаде, и с њом учествовао у Четвртој и Петој непријатељској офанзиви. Тада је био и један од организатора задатка преноса великог броја рањеника. После битке на Горњим Барама, био је постављен за политичког комесара Друге далматинске бригаде. После успешног пробоја са Сутјеске у источну Босну, Роје је у борбама на Озрену био тешко рањен.
После изласка из болнице, по одлуци Врховног штаба НОВ и ПОЈ, отишао је на рад у Далмацију. ПК КПХ му је поверио, средином новембра 1943, дужност секретара ОК КПХ за централну Далмацију. Када су јаке немачке снаге, 4. марта 1944, изненада окружиле Осму далматинску бригаду, окружне комитете КПХ и СКОЈ-а и више војнопозадинских установа у рејону села Близна, Роје је организовао пробој, одлучним нападом разбио обруч и омогућио извлачење. Неколико дана касније, са заштитним водом који се налазио при ОК КПХ, напао је немачку колону и онемогућио је да овлада Мосећем и изненади руководство и установе НОП-а на његовим јужним падинама. Почетком октобра 1944. био је изабран за члана ОК КПХ за Далмацију.

### Послератна каријера
После краја рата, Роје је био организациони и политички секретар ОК КПХ за Далмацију (1945—1947) и начелник организационо-инструкторске управе Централног комитета КПХ. Завршио је Вишу партијску школу ЦК КПЈ „Ђуро Ђаковић“. Био је биран за председника Обласног НОО за Далмацију и за потпредседника Републичког већа Савеза синдиката Хрватске. На Петом конгресу КПЈ био је биран за кандидата за члана ЦК КПЈ, а на Шестом и Седмом конгресу за члана Контролне комисије ЦК СКЈ; члан ЦК КПХ/СКХ био је од Другог конгреса КПХ до 1968. године. Био је биран и за заступника Сабора Хрватске (1950–1954, и 1963–1967), био председник Одбора за унутрашњу политику Сабора и председник Административне комисије, а од 1967. до 1973. на функцији у Сабору Хрватске. За посланика у Савезну скупштину биран је од 1950. до 1967. године. После тога је живео у Загребу, био члан Савета Републике и активан друштвено-политички радник.
Умро је 24. октобра 1982. у Загребу, а сахрањен је на гробљу Ловринац у Сплиту
Носилац је Партизанске споменице 1941, Ордена ратне заставе, Ордена заслуга за народ са златним и сребрним венцем, и осталих југословенских и страних одликовања, међу којима је и пољски Партизански крст. Орденом народног хероја одликован је 27. новембра 1953. године.